# Fugees
Fugees és un grup musical estatunidenc, principalment de hip-hop, però també fusionaven el soul, el reggae, rhythm and blues, rap i música caribenya. Va ser format a West Orange (Nova Jersey), l'any 1989 pel raper/cantant productor Wyclef Jean, la rapera/cantant productora Lauryn Hill i el raper productor Pras Michel. El nom de Fugees deriva de "refugee", ja que Wyclef i Pras eren haitians, mentre que Lauryn del sud de Nueva Jersey.

## História

### Formació del grup
Els Fugees van començar a ser un grup musical l'any 1989, tot va començar quan Lauryn Hill i Pras Michel es van conèixer quan estudiaven secundària i juntament amb Marcy, un amic, van formar un grup anomenat "Tyme". Després Wyclef Jean, cosí de Pras Michel, es va unir al trio que Marcy el va abandonar poc després, al 1990 van passar a ser "Tranzlator Crew" amb tres membres més al grup.
Al 1993, ja com un trio musical, van firmar amb una discogràfica i van canviar el nom a Fugees, (paraula d'ús respectiu per referir-se als hiatans-americans refugiats)

### Carrera musical
L'any 1994, van publicar el seu primer àlbum "Blunted on Reality” no va tenir gaire èxit, en canvi dos anys després van treure, "The Score" va ser un gran èxit i un dels àlbums de Hip-Hop més Venuts de tots els temps. Incloïen entre moltes, la cançó "Killing me softly", una versió de Roberta Flack.
Al 1997, van guanyar dos Grammys, millor àlbum de rap i millor interpretació de "Killing me Softly" per duo o grup R&B.
Després de 1997, van decidir separar-se i començar una carrera en solitari, per una banda Lauryn Hill va treure el seu àlbum "The Miseducation of Lauryn Hill", Wyclef Jean va començar a ser productor d'alguns artistes com Canibus, Desty's… També va treure el seu primer àlbum com a solista "The Carnival". Per acabar, Pras Michel al 1998 va treure el seu àlbum en solitari "Ghetto superstar" i va començar a sortir en algunes pel·lícules, series i reportatges com ara "New Line".
Passats sis anys des de la separació, al 2003, va sortir un disc recopilatori dels millors èxits dels Fugees, "The Greatest Hits of the Fugees". Al setembre de 2004 es van reunir per tocar a un concert de New York, el concert va ser un gran èxit, on van tocar la cançó "Killing me Softly" cantada a cappella per Lauryn Hill.
L'any 2005, van tocar als premis "BET Music Awards" per obrir el show. A finals d'aquell any van treure el single "Take it Easy" per internet que va arribar a la posició 40 a la llista Billboard. Després van començar una gira Europea que va durar dos mesos on van tocar a Finlàndia, Àustria, Noruega, Alamània, Itàlia, França, Anglaterra, Bèlgica, Dinamarca, Suècia, Suïssa i Eslovàquia.
A principis de 2006 van tornar a trobar-se per tocar a una presentació de Hollywood, aquell mateix any van treure el single "Foxy", es va parlar d'un possible nou disc, però mai va arribar a sortir. Des de llavors cada membre del grup ha anat en solitari.

## Membres del grup

### Lauryn Hill
Lauryn Hill, (East Orange, 25 de maig de 1975) és una rapera, cantant, actriu i productora discogràfica. Ha guanyat 8 vegades el premi Grammy. Va créixer a South Orange, Nova Jersey i va anar a l'institut de Colòmbia. De nena va actuar una vegada al Apollo Theater i ja d'adolescent va començar a treballar a sèries de televisió com "As the world turns". A l'institut va passar a formar part del Fugees juntament amb Wyclef Jean i Pras Michel.

### Pras Michel
Pras Michel, (Brookling, 19 d'octubre de 1972) és un raper, actor i productor. Va ser criat a Irvington, Nova Jersey, Pras va començar a agafar interès per la música quan tenia 15 anys, quan va conèixer a Lauryn Hill a la Columbia High School, Maplewood, Nova Jersey. L'any 1988 va presentar a Wyclef Jean el seu cosí, a Lauryn, i al 1989 van formar un grup musical anomenat "The Rap Translators" (també conegut com a Tranzlator Crew). Fins al 1989 que van canviar el nom a "Fugees".

### Wyclef Jean
Wyclef Jean, (Haití, 17 d'octubre de 1969) és un raper, actor, productor i polític haitià. Als nou anys va començar a tocar la guitarra, i va estudiar a un institut exclusiu per gent d'etnia negre. L'any 1987, quan Lauryn Hill i Pras Michel formaven el grup "Tranzlator Crew" ell treballava de taxista, fins que es va unir al grup i van formar "Fugees".

## Discografia
La discografia dels Fugees consisteix en dos àlbums d'estudi, un àlbum recopilatori, un remix àlbum, nou singles i nou vídeos musicals.

### Àlbums d'estudi
| TITOL              | LLANÇAMENT     | FORMATS                               | NUM. VENTES MUNDIALS | PREMIS                                                                                            |
| ------------------ | -------------- | ------------------------------------- | -------------------- | ------------------------------------------------------------------------------------------------- |
| Blunted on Reality | 1 Febrer 1994  | CD, LP, Casset, Digital, Descarga MP3 | 4.058.697            | BPI: Silver SNEP: Gold                                                                            |
| The Score          | 13 Febrer 1996 | CD, LP, Casset, Digital, Descarga MP3 | 18.048.445           | RIAA: 6x Platinium BPI: 5x Platinium BVMI: 3x Gold IFBI: Platinium MC: 5x Platinium SNEP: Diamond |

#### - Blunted on Reality
L'àlbum es va escriure i gravar pel grup l'any 1992, però per un malentès amb la companyia de gravació l'àlbum no es va treure fins a l'1 de febrer de 1994. L'àlbum conté 18 cançons entre elles els singles "Nappy Heads", "Boof Boy" i "Vocab". Les cançons d'aquest àlbum no contenen intencions polítiques directes a diferència del seu altre àlbum "The Score".
| 1  | Introduction                        | 1:14 |
| 2  | Nappy Heads                         | 4:29 |
| 3  | Blunted interlude                   | 6:49 |
| 4  | Recharge                            | 5:10 |
| 5  | Freestyle Interlude                 | 1:08 |
| 6  | Vocab                               | 5:02 |
| 7  | Special News Bulletin Interlude     | 0:20 |
| 8  | Boof Baf                            | 5:09 |
| 9  | Temple                              | 4:03 |
| 10 | How Hard Is It?                     | 3:52 |
| 11 | Harlem Chit Chat Interlude          | 0:49 |
| 12 | Some Seek Stardom                   | 3:42 |
| 13 | Giggles                             | 4:21 |
| 14 | Da Kid From Haiti Interlude         | 0:59 |
| 15 | Refugees On the Mic                 | 4:57 |
| 16 | Living Like There Ain't No Tomorrow | 4:00 |
| 17 | Shouts Outs From the Block          | 9:17 |
| 18 | Nappy Heads (remix)                 | 5:23 |

#### - The Score
"The score", és el segon i últim àlbum dels Fugees, el van començar a gravar al Juny de 1995 i va sortir el 13 de febrer de 1996, produït per Columbia Records. Hi predomina el Hip-Hop alternatiu, ja que es la musica més escoltada als anys 90. Es va comercialitzar ràpidament, arribant a número 1 de la llista Billboard 200 i de Top R&B/Hip-Hop albums.
L'àlbum inclueix 4 singles, "Killing me sofly" la cançó més famosa del grup, "Fu-Gee-La", "Ready or not" i "No woman no Cry". Al 3 d'octubre de 1997 l'àlbum va ser certificat platinium 6 vegades en vendes per Recording Industry Association of America. És considerat un dels millors àlbums dels 90 i al 1998 segons la revista The source el van incluir entre els 100 millors àlbums de rap. L'any 2003 va ser el número 447 de la llista The 500 greatest albums of the time per la revista The Rolling Stones.
| 1  | Red Intro                           | 1:51 |
| 2  | How Many Mics                       | 4:28 |
| 3  | Ready or Not                        | 3:46 |
| 4  | Zealots                             | 4:20 |
| 5  | The Beast                           | 5:37 |
| 6  | Fu-Gee-La                           | 4:19 |
| 7  | Family Business                     | 5:43 |
| 8  | Killing Me Softly With His Song     | 4:58 |
| 9  | The Score                           | 5:01 |
| 10 | The Mask                            | 4:50 |
| 11 | Cowboys                             | 5:23 |
| 12 | No Woman, No Cry                    | 4:33 |
| 13 | Manifest/Outro                      | 5:59 |
| 14 | Fu-Gee-La (Refugee Camp Remix)      | 4:22 |
| 15 | Fu-Gee-La (Sly & Robbie Mix)        | 5:27 |
| 16 | Mista Mista                         | 2:42 |
| 17 | Fu-Gee-La (Refugee Camp Global Mix) | 4:19 |

### Àlbums Recopilatoris

#### - Greatest Hits
Greatest Hits és l'únic àlbum recopilatori dels Fugees. L'àlbum va sortir el 25 de març de 2003, conté les cançons més populars de cada album, algunes edicions, concerts gravats en directe...

### Remix Àlbums

#### - Bootleg Versions
Bootleg Versions és l'unic remix àlbum dels Fugees. Va sortir el 26 de novembre de 1996 i només conté 8 cançons
1. Ready or Not (Clark Kent & Django Remix)
2. Nappy Heads (Mad Spider mix)
3. Don't Cry Dry Your Eyes
4. Vocab (Salaam's remix)
5. Ready or Not (Salaam's Ready for the Show remix)
6. Killing Me Softly With His Song (live, Brixton Academy)
7. No Woman No Cry (remix with Steve Marley)
8. Vocab (Refugees Hip Hop remix) 

### Singles
| TITOL               | PREMIS | ALBUM              |
| ------------------- | --- | ------------------ |
| “Boof Baf”          | | Blunted on Reality |
| "Nappy Heads"       | | Blunted on Reality |
| “Vocab”             | | Blunted on Reality |
| "Fu-Gee-La"         | RIAA: Gold BVMI: Gold | The Score          |
| "Killing Me Softly" | ARIA: 3× Platinum BPI: 2× Platinum BVMI: 2× Platinum IFPI AUT: Platinum IFPI SWE: Platinum IFPI SWI: Gold SNEP: Platinum | The Score          |
| "Ready or Not"      | BPI: Platinum | The Score          |
| "No Woman, No Cry"  | BPI: Silver SNEP: Gold                                                                                                   | The Score          |
| "Take It Easy"      | |                    |

### Vídeos Musicals
| TITOL               | DIRECTOR      | ANY  | ENLLAÇ |
| ------------------- | ------------- | ---- | ------ |
| "Boof Baf"          | Rich Murray   | 1993 | [ 5 ]  |
| "Nappy Heads"       | Max Malkin    | 1994 | [ 6 ]  |
| "Vocab"             | Max Malkin    | 1994 | [ 7 ]  |
| "Fu-Gee-La"         | Guy Guillet   | 1996 | [ 8 ]  |
| "Killing Me Softly" | Asward Ayinde | 1996 | [ 9 ]  |
| "Ready or Not"      | Marcus Nispel | 1996 | [ 10 ] |
| "No Woman, No Cry"  | Wyclef Jean   | 1996 | [ 11 ] |

## Dissolució del grup

### Separació
L'any 1997 els Fugees es van separar i van decidir continuar les seves carreres per separat. Lauryn Hill, per una banda va gravar el seu àlbum "The Miseducation of Lauryn Hill". Wyclef Jean va començar a ser productor d'alguns artistes com Canibus, Destiny's Child, Carlos Santana… També va gravar el seu àlbum com a solista "The Carnival". Pras Michel per la seva part juntament amb Mýa i Ol' Dirty Bastard, van gravar el single "Ghetto Supastar" per la banda sonora de la pel·lícula "Bulworth".
Després de set anys des de la separació, en 2004 es van reunir per tocar a New York i l'any 2005 van fer una gira Europea tocant a Finlàndia, Àustria, Noruega, Alamània, Itàlia, França, Anglaterra, Bèlgica, Dinamarca, Suècia, Suïssa i Eslovàquia.
El 6 de febrer de 2006 es van tornar a reunir per fer un concert gratis a Hollywood, aquell mateix mes van treure el single "Foxy" i van haver rumors d'un nou àlbum, però això no es va arribar a fer, ja que la relació entre els membres del grup va empitjorar. [16] Hi ha rumors de què el primer fill de Lauryn Hill, Zian David, era de Wyclef Jean i no de Rohan Marley, la parella de Lauryn en aquell moment. Es pensa que per aquesta raó el grup va separar-se, encara que mai s'ha confirmat.

### Després de la separació

#### - Lauryn Hill
Després de la separació dels Fugees, Lauryn Hill va treure el seu primer àlbum en solitari "The Miseducation of Lauryn Hill" en 1998. Aquest àlbum gravat a Jamaica, ha venut mes de 19 milions de còpies a tot el món, gràcies a l'èxit, Lauryn Hill va guanyar 5 Grammys, 3 American Music Awards, un Billboard Award, un Soul Train i un MTV Music Awad.
Tot anava bé fins que New Ark els músics que van treballar en gran part del disc, van presentar una denúncia contra Lauryn per no haver acreditat correctament, però finalment el cas es va resoldre fora dels jutjats.
Va passar una mala època i durant uns anys es va retirar del món de la música, fins al 2002 que va retornar amb una gravació de la seva actuació acústica de dues hores a la popular serie, MTV Unplugged on va tocar tots els seus temes. En 2003 va fer una actuació de Nadal a la ciutat del Vaticà, on va aprofitar per fer declaracions contra els abusos de nens per part del Clergat Catòlic i dir que no creia en cap Papa com a representant de Déu, ja que és cristiana protestant. Això va tenir molta repercussió.
Fora de la seva carrera musical és una activista, va fundar una organització "Refugee Camp Youth Project" dedicada a servir a joves desafavorits. L'organització recapta diners per poder enviar els nens del centre de New Jersey a un campament d'estiu. L'any 1999 va rebre 3 guardons NAACP i la revista Ebony la va col·locar entre els 100 afroamericans més influents.
Al 3 de març de 2013 va estar condemnada a 3 mesos de presó més tres d'arrest domiciliari i un de llibertat condicional. Per no haver declarat 1,8 milions de dòlars.
Actualment Lauryn Hill té 5 fills amb Rohan Marley i un fill posterior amb Micah després de separar-se de Marley.

#### - Wyclef Jean
Després de la separació, Wyclef Jean va treure el seu àlbum en solitari "The Carnival", que va tenir bastant èxit. També va treballar amb diferents diferents artistes com Shakira, Santana, Eric Clapton, Celia Cruz, Mýa, Pitbull…
L'any 2002 va treure el seu àlbum "Masquerade" que va tenir un èxit considerable. En 2003 va treure "The Preacher's Son", que va considerar que era la continuació del seu primer àlbum "The Carnival". L'any 2004, va publicar el seu cinquè àlbum titulat "Sak Pasé Presents: Creole 101 (Welcome to Haití)" on la majoria de cançons fan referència als seus orígens Caribenys.
Ha produït diverses cançons per documentals com ara per "The Agronomist", "Ghosts of Cite Soleil". L'any 2005, la cançó "Million voices" de la banda sonora d'Hotel Rwanda, va ser nominada pels Globos de Oro. En 2006, va participar amb Shakira en el single "Hips don't lie" en angles i espanyol. En 2009, va gravar la cançó "Spanish Fly" juntament amb Ludacris i Aventura pel disc "The Last".
En 2010 va fer una nova versió de "We are the world" de Michel Jackson per ajudar a Haití després del terratrèmol del 22 de gener de 2010. Ha estat molt implicat per ajudar el seu país natal, ha creat la seva pròpia fundació Yèle Haití per proporcionar ajuda humanitària i assistència a Haití.
El 5 d'agost de 2010, l'ajuntament amb la seva dona i filla, va presentar oficialment la seva candidatura a les eleccions de president de Haití, però el 21 d'agost va ser rebutjada.

#### - Pras Michel
Després de la separació dels Fugees, va treure el seu àlbum en solitari "Ghuetto Superstar" el 1998. L'any 2000, va protagonitzar la pel·lícula New Line i Turn it up. En 2002 va aparèixer el llançament de Sony, Urban World i Go for Broke, que va protagonitzar i produir.
L'any 2005, va treure el seu segon àlbum "Win Lose or Draw". En 2006, va crear Skid Row, Los Angeles, un reportatge documental de la seva experiència de 9 dies com a persona sense casa que viu al centre de los Angeles. Va capturar la realitat de la falta de habitatge amb una càmera oculta que va portar tot el temps. El reportatge va sortir el 24 d'agost de 2007.
Aquell mateix any va co-protagonitzar 3 pel·lícules de 20th Century Fox, entre elles Mutant Chronics. L'any 2015, va participar en un documental titulat Sweet Micky for President que narra la história del músic haità Michel Martelly, que lluita contra la corrupció d'Haití.